# La Center
La Center – miasto w Stanach Zjednoczonych, w stanie Waszyngton, w hrabstwie Clark.